# Coniopteryx (Coniopteryx) sclerotica
Coniopteryx (Coniopteryx) sclerotica is een insect uit de familie van de dwerggaasvliegen (Coniopterygidae), die tot de orde netvleugeligen (Neuroptera) behoort. 
Coniopteryx (Coniopteryx) sclerotica is voor het eerst wetenschappelijk beschreven door Meinander in 1998.